# Fimauto Valpolicella 2015-2016
Questa pagina raccoglie i dati riguardanti l'Associazione Sportiva Dilettantistica Fimauto Valpolicella nelle competizioni ufficiali della stagione 2015-2016.

## Divise e sponsor
Lo sponsor principale è Fimauto, concessionaria automobilistica dei marchi BMW e Mini con sede a Verona.
| Casa | Trasferta | Terza tenuta |

## Organigramma societario
- Allenatore: Paolo Fracassetti
- Preparatore Atletico: Sara Zanotti
- Allenatore primavera: Luca Bittante

## Rosa
Rosa come da sito Football.it.
| N. |                   | Ruolo | Calciatrice        |
| -- | ----------------- | ----- | ------------------ |
|    | Italia (bandiera) | P     | Ylenia Colcera     |
|    | Italia (bandiera) | P     | Giulia Meleddu     |
|    | Italia (bandiera) | P     | Ilaria Toniolo     |
|    | Italia (bandiera) | P     | Federica Vilio     |
|    | Italia (bandiera) | D     | Nenè Nhaga Bissoli |
|    | Italia (bandiera) | D     | Irene Cordioli     |
|    | Italia (bandiera) | D     | Lisa Faccioli      |
|    | Italia (bandiera) | C     | Valentina Boni     |
|    | Italia (bandiera) | C     | Emanuela Carradore |
|    | Italia (bandiera) | C     | Lisa Galvan        |

| N. |                        | Ruolo | Calciatrice       |
| -- | ---------------------- | ----- | ----------------- |
|    | Italia (bandiera)      | C     | Daiana Mascanzoni |
|    | Italia (bandiera)      | C     | Rachele Peretti   |
|    | Polonia (bandiera)     | C     | Madison Solow     |
|    | Italia (bandiera)      | C     | Irene Tombola     |
|    | Italia (bandiera)      | C     | Marica Usvardi    |
|    | Italia (bandiera)      | C     | Sara Zanotti      |
|    | Italia (bandiera)      | A     | Sara Capovilla    |
|    | Italia (bandiera)      | A     | Giulia Cordioli   |
|    | Stati Uniti (bandiera) | A     | Beverly Leon      |
|    | Italia (bandiera)      | A     | Debora Mascanzoni |

## Calciomercato

### Sessione estiva
| Acquisti | Acquisti           | Acquisti            | Acquisti   |
| R.       | Nome               | da                  | Modalità   |
| -------- | ------------------ | ------------------- | ---------- |
| P        | Giulia Meleddu     | Brescia             | definitivo |
| P        | Ilaria Toniolo     | Vicenza             | definitivo |
| D        | Nenè Nhaga Bissoli | Tavagnacco          | definitivo |
| D        | Lisa Faccioli      | Fortitudo Mozzecane | definitivo |
| C        | Rachele Peretti    | Fortitudo Mozzecane |            |
| C        | Madison Solow      | Þróttur             | definitivo |

|  |

### Sessione invernale
|  |

|  |

## Risultati

### Serie B

#### Girone di andata
| Arbitro: | Bontadi (Trento) |

|                                                                 |           |  |
| Boni 21’, 71’, 79’ Solow 36’ Leon 45’ Capovilla 47’ Peretti 49’ | Marcatori |  |

| Arbitro: | Paletta (Lodi) |

|                           |           |  |
| Gritti 70’ Ambrosetti 90’ | Marcatori |  |

| Arbitro: | Santarossa (Pordenone) |

|                               |           |  |
| Carradore 4’, 27’ Peretti 80’ | Marcatori |  |

| Oristano 22 novembre 2015, ore 14:30 CET 4ª giornata | Atletico Oristano     | 0 – 0 referto | Valpolicella | Stadio comunale Tharros\| Arbitro: \| Notarangelo (Cassino) \| |
| Arbitro:                                             | Notarangelo (Cassino) |               |              |                                                                |

| Arbitro: | Bordin (Bassano del Grappa) |

|         |           |  |
| Leon 7’ | Marcatori |  |

| Arbitro: | Abagnale (Parma) |

|                           |           |  |
| Massussi 53’ L. Merli 57’ | Marcatori |  |

| Arbitro: | D'Eusanio (Faenza) |

|          |           |  |
| Boni 57’ | Marcatori |  |

#### Girone di ritorno
| Arbitro: | Dellasanta (Trieste) |

|  |           |                                           |
|  | Marcatori | 41’ (rig.) Boni 47’ Capovilla 50’ Tombola |

| Arbitro: | Castellone (Napoli) |

|                                    |           |                         |
| Peretti 6’, 10’, 12’ Capovilla 60’ | Marcatori | 14’ Zamboni 46’ Gaspari |

| Arbitro: | Borriello (Arezzo) |

|                           |           |                            |
| Velati 37’ Bonfantini 44’ | Marcatori | 9’, 55’ Capovilla 68’ Leon |

### Coppa Italia
| Arbitro: | Luca Bergamin (Castelfranco Veneto) |

|                                                        |           |                             |
| Capovilla 10’, 25’, 78’ De. Mascanzoni 15’ Zanotti 87’ | Marcatori | 30’ Cutarelli 30’ Cavallini |

| Arbitro: | Alessandro Munerati (Rovigo) |

|  |           |                 |
|  | Marcatori | 28’ (rig.) Boni |

| Arbitro: | Bellato (Mestre) |

|             |           |                       |
| Cisotto 46’ | Marcatori | 50’ Peretti 74’ Solow |

| Arbitro: | Stefano Nicolini (Brescia) |

|                                 |           |                                                    |
| Cordioli 11’ (aut.) Baldini 89’ | Marcatori | 22’ Boni 33’ Peretti 40’, 47’ Capovilla 90+2’ Leon |

| Arbitro: | Michele Delrio (Reggio Emilia) |

|                                        |           |  |
| Pasini 17’, 39’ Pirone 25’ Bonetti 72’ | Marcatori |  |

## Statistiche

### Statistiche di squadra
| Competizione | Punti | In casa | In casa | In casa | In casa | In casa | In casa | In trasferta | In trasferta | In trasferta | In trasferta | In trasferta | In trasferta | Totale | Totale | Totale | Totale | Totale | Totale | DR  |
| Competizione | Punti | G       | V       | N       | P       | Gf      | Gs      | G            | V            | N            | P            | Gf           | Gs           | G      | V      | N      | P      | Gf     | Gs     | DR  |
| ------------ | ----- | ------- | ------- | ------- | ------- | ------- | ------- | ------------ | ------------ | ------------ | ------------ | ------------ | ------------ | ------ | ------ | ------ | ------ | ------ | ------ | --- |
| Serie B      | 54    | 11      | 10      | 1       | 0       | 42      | 6       | 11           | 7            | 2            | 2            | 30           | 9            | 22     | 17     | 3      | 2      | 72     | 15     | +57 |
| Coppa Italia | -     | 1       | 1       | 0       | 0       | 5       | 2       | 4            | 3            | 0            | 1            | 8            | 7            | 5      | 4      | 0      | 1      | 13     | 9      | +4  |
| Totale       | -     | 12      | 11      | 1       | 0       | 47      | 8       | 15           | 10           | 2            | 3            | 38           | 16           | 27     | 21     | 3      | 3      | 85     | 24     | +61 |

### Statistiche delle giocatrici
| Giocatore      | Serie B  | Serie B | Serie B     | Serie B    | Coppa Italia | Coppa Italia | Coppa Italia | Coppa Italia | Totale   | Totale | Totale      | Totale     |
| Giocatore      | Presenze | Reti    | Ammonizioni | Espulsioni | Presenze     | Reti         | Ammonizioni  | Espulsioni   | Presenze | Reti   | Ammonizioni | Espulsioni |
| -------------- | -------- | ------- | ----------- | ---------- | ------------ | ------------ | ------------ | ------------ | -------- | ------ | ----------- | ---------- |
| N. Bissoli     | 18       | 0       | 0           | 0          | ?            | 0            | ?            | ?            | 18+      | 0      | 0+          | 0+         |
| V. Boni        | 21       | 15      | 0           | 0          | ?            | 2            | ?            | ?            | 21+      | 17     | 0+          | 0+         |
| S. Capovilla   | 18       | 14      | 0           | 0          | ?            | 5            | ?            | ?            | 18+      | 19     | 0+          | 0+         |
| E. Carradore   | 18       | 4       | 1           | 0          | ?            | 0            | ?            | ?            | 18+      | 4      | 1+          | 0+         |
| Y. Colcera     | 3        | -3      | 0           | 0          | ?            | 0            | ?            | ?            | 3+       | -3     | 0+          | 0+         |
| G. Cordioli    | 9        | 2       | 0           | 0          | ?            | 0            | ?            | ?            | 9+       | 2      | 0+          | 0+         |
| I. Cordioli    | 16       | 0       | 0           | 0          | ?            | 0            | ?            | ?            | 16+      | 0      | 0+          | 0+         |
| L. Faccioli    | 20       | 3       | 0           | 0          | ?            | 0            | ?            | ?            | 20+      | 3      | 0+          | 0+         |
| L. Galvan      | 6        | 0       | 1           | 0          | ?            | 0            | ?            | ?            | 6+       | 0      | 1+          | 0+         |
| B. Leon        | 21       | 11      | 0           | 0          | ?            | 1            | ?            | ?            | 21+      | 12     | 0+          | 0+         |
| Da. Mascanzoni | 17       | 4       | 1           | 0          | ?            | 0            | ?            | ?            | 17+      | 4      | 1+          | 0+         |
| De. Mascanzoni | 21       | 2       | 0           | 0          | ?            | 1            | ?            | ?            | 21+      | 3      | 0+          | 0+         |
| G. Meleddu     | 6        | -4      | 0           | 0          | ?            | 0            | ?            | ?            | 6+       | -4     | 0+          | 0+         |
| R. Peretti     | 20       | 8       | 1           | 0          | ?            | 2            | ?            | ?            | 20+      | 10     | 1+          | 0+         |
| M. Solow       | 22       | 2       | 1           | 0          | ?            | 1            | ?            | ?            | 22+      | 3      | 1+          | 0+         |
| I. Tombola     | 20       | 3       | 0           | 0          | ?            | 0            | ?            | ?            | 20+      | 3      | 0+          | 0+         |
| I. Toniolo     | 17       | -11     | 1           | 1          | ?            | 0            | ?            | ?            | 17+      | -11    | 1+          | 1+         |
| M. Usvardi     | 19       | 1       | 3           | 0          | ?            | 0            | ?            | ?            | 19+      | 1      | 3+          | 0+         |
| F. Vilio       | 0        | 0       | 0           | 0          | ?            | 0            | ?            | ?            | 0+       | 0      | 0+          | 0+         |
| S. Zanotti     | 2        | 0       | 0           | 0          | ?            | 1            | ?            | ?            | 2+       | 1      | 0+          | 0+         |